# Fiskespö

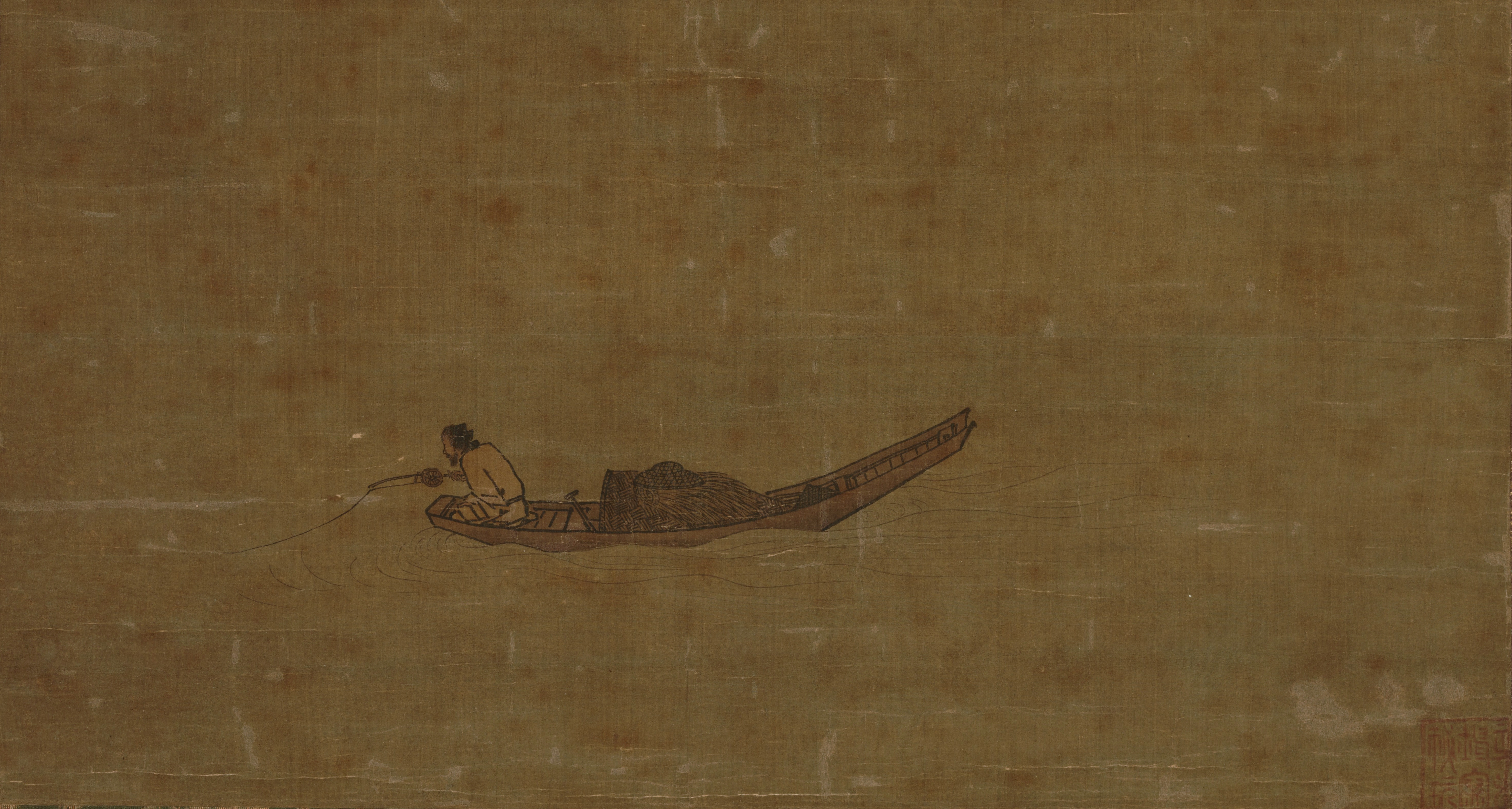
Metare på en vintersjö målad 1195 Ma Yuan är världens äldsta avbildning av en fiskerulle.

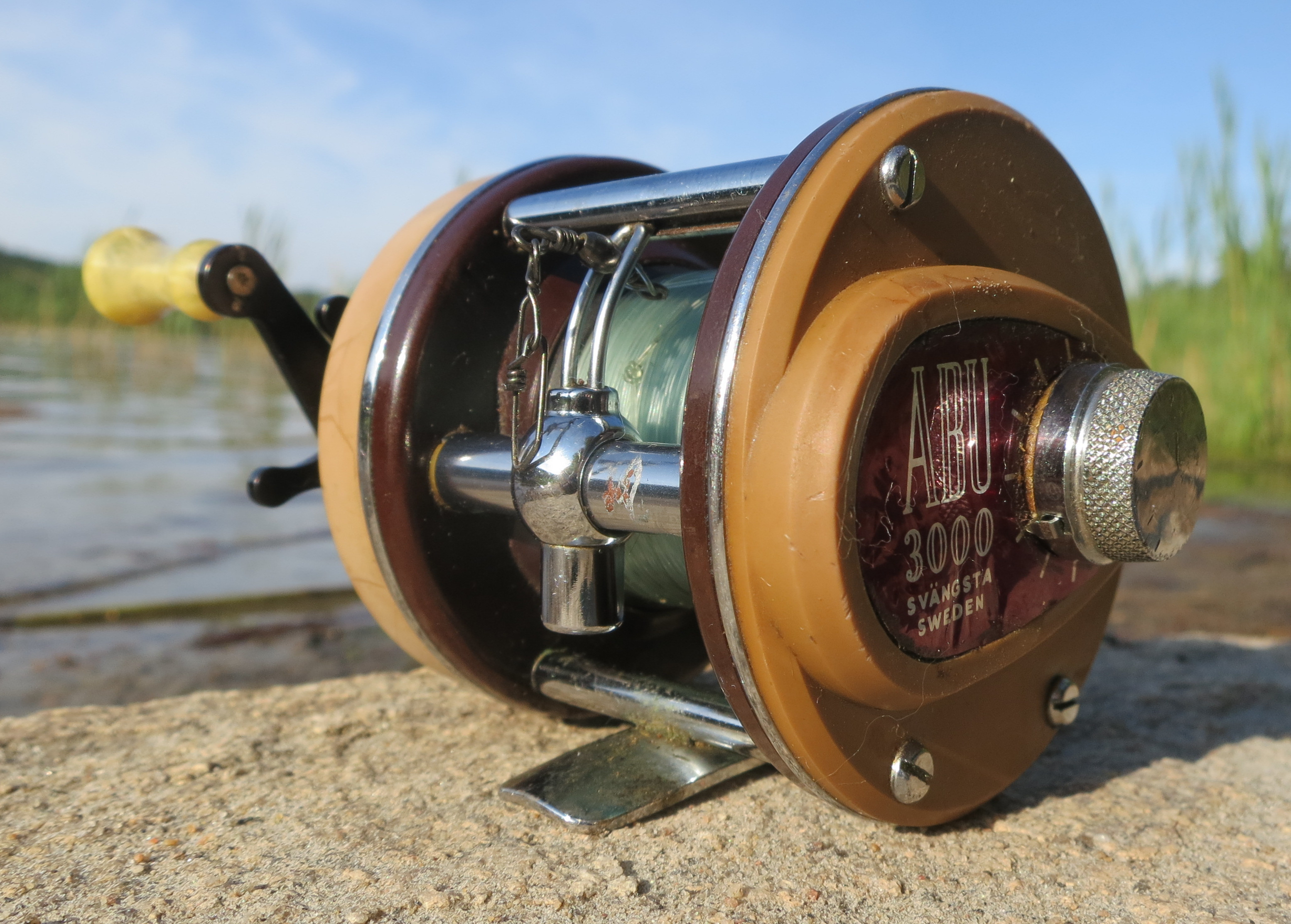
Den svenska fiskerullen ABU 3000 från 1965.

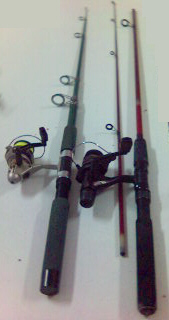
Kastspön.

Ett fiskespö är ett redskap för fritidsfiske som består av en fiskelina med fiskekrok; linan är fäst i en cirka 1,5–3 meter lång stav (spö) som fiskaren håller i och använder för att föra ut lina och krok i vattnet. Linan kan sitta på en rulle.

## Rulle
Rullen är en behållare för fiskelinan som sitter monterad på nederdelen av fiskespöt. Fiskelinan ligger upplindad på någon sorts spole inuti rullhuset, som lindas upp lätt vid utkast. Den kan sedan enkelt lindas tillbaka på spolen med en vev. Någorlunda moderna fiskerullar lägger upp linan korsvis för att hindra att linan skär in i inre lager. I stort sett alla fiskerullar har någon sorts slirbroms vars funktion är att mata ut linan innan den går av, som vid till exempel en rusande fisk. I regel är denna broms ställd något lösare än linans brottsgräns, i övrigt ska den ej påverka fisket. De flesta rullar har även en urkopplingsbar backspärr.

### Typ av rullar
- haspelrulle (vanligast förekommande)
- multiplikatorrulle
- inkapslad rulle (enkel)
- flugrulle
- inkapslad haspelrulle
- baitrunner

## Olika typer av spön
- Metspöt är den enklaste och äldsta formen av fiskespö. Historiskt har den bestått av ett spö av en trädgren eller trädstam från ett ungt träd och en krok av ben. I mer modern tid ersattes träspöt ofta av ett bambuspö och med ett flöte, ett sänke och en metkrok av stål. Numera består spöt vanligtvis av kolfiber, glasfiber eller i en komposit av dessa två material. Metspöt kan bestå ev en enda del eller vara sammansatt av flera kortare delar, vilka antingen kan monteras isär eller skjutas in i varandra, så kallat teleskopspö. Linan, tillsammans med flötet, sänket och kroken, kallas metrev.
- Kastspöt eller rullspö skiljer sig från metspöt främst i att den har en rulle för metreven. Fiskekroken är också oftast fäst i ett drag, wobbler eller spinnare som också fungerar som sänke. Kastspöt kan antingen vara anpassat för haspelrulle eller multirulle. Kastspöt är till för att med en aktiv rörelse föra ut linan med krok med sådan kraft att den rullas ut från rullen och då kan nå långt ut och där inrullningen innebär att draget rör sig i vattnet en sträcka med rörelser som liknar en småfisk.
- Ett trollingspö är avsett för trolling och dragrodd där linan som kommer från multirullen ligger inuti spöt, vilket är praktiskt när man hanterar många spön samtidigt. Det går dock inte att kasta med trollingspöt och det fungerar sämre när det är minusgrader.
- Ett flugspö är ett spö som man använder för flugfiske.
- Ett båtspö är ett spö för fiske tills havs.
- Ismetespöt används under ismete eller pimpelfiske från båt eller brygga.
- Feederspöt är speciellt framtaget för bottenmete. Dessa spön har ofta utbytbara toppar (ofta kallade quivertips) för att på så sätt kunna bestämma vilken känslighet man vill ha på spötoppen, som vid bottenmete ofta även fungerar som nappindikator. Vanlig längd på feederspön är mellan 10 och 13 fot, vilket motsvarar 300–390 centimeter.
- Matchspöt är avsett för haspelrulle. Spöna har väldigt låg vikt och gjorda för att kunna kasta lätta flöten vid mete. De är ofta gjorda för att kasta vikter mellan 5 och 25 gram, en vanlig längd på dessa spöna är 11–14 fot, vilket motsvarar 330–420 centimeter.